# Holtland-Nücke

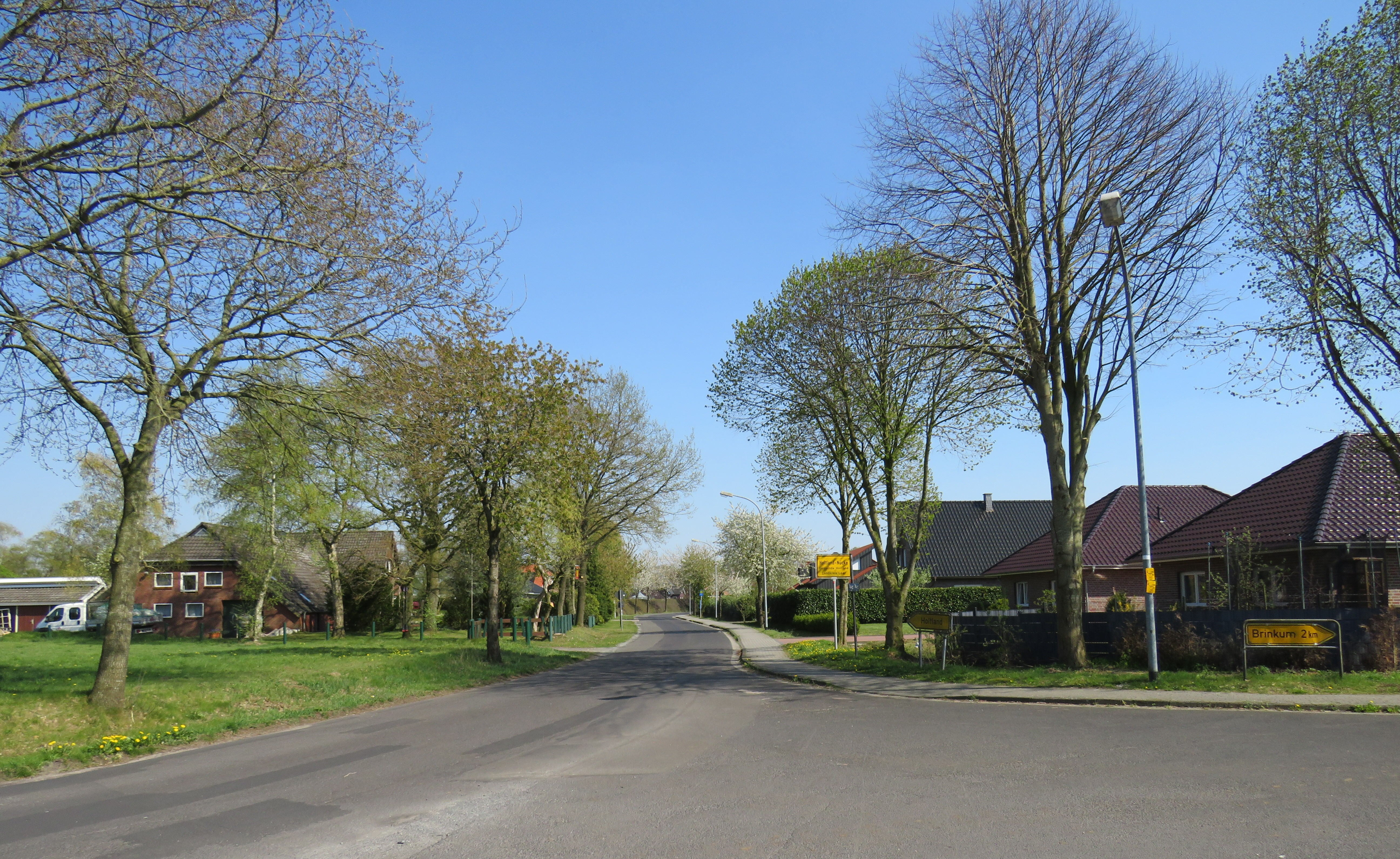
Holtland-Nücke

Holtland-Nücke ist ein Ortsteil der Gemeinde Holtland in der Samtgemeinde Hesel im Landkreis Leer in Niedersachsen.
Das Dorf ist eine 1777 in unmittelbarer Nachbarschaft zum Kerndorf Holtland am Rand des Königsmoors angelegte Moorkolonie. Erstmals wird der Ort im Jahre 1805 als de Nukke amtlich erfasst und 1823 als Holtlander Nücke bezeichnet. Im 19. Jahrhundert breitete sich der Baptismus in Nücke aus. Um 1812 hatte der Ort 73 Einwohner, 2013 lebten rund 1300 Bewohner in Nücke.